# 세인트판크라스역
세인트판크라스역(St Pancras railway station)은 런던의 주요 터미널역의 하나이다.

## 갤러리
- 2012년도
- 내부
- 1989년도